# 酷拉龙属
酷拉龍又稱酷拉螈、科爾鱷，是已滅絕的大型離片椎目兩棲動物，模式種科氏酷拉龍（K. cleelandi）於1997年命名。 化石發現於澳大利亞維多利亞州，包括顱骨碎片、脊椎骨、肋骨及胸帶，年代可追溯至1.2億年前的白堊紀阿普第期，是已知的離片椎目中存活到最後的種類。2022年1月13日，科氏酷拉龍最終獲認是代表維多利亞州的州級化石。

## 描述

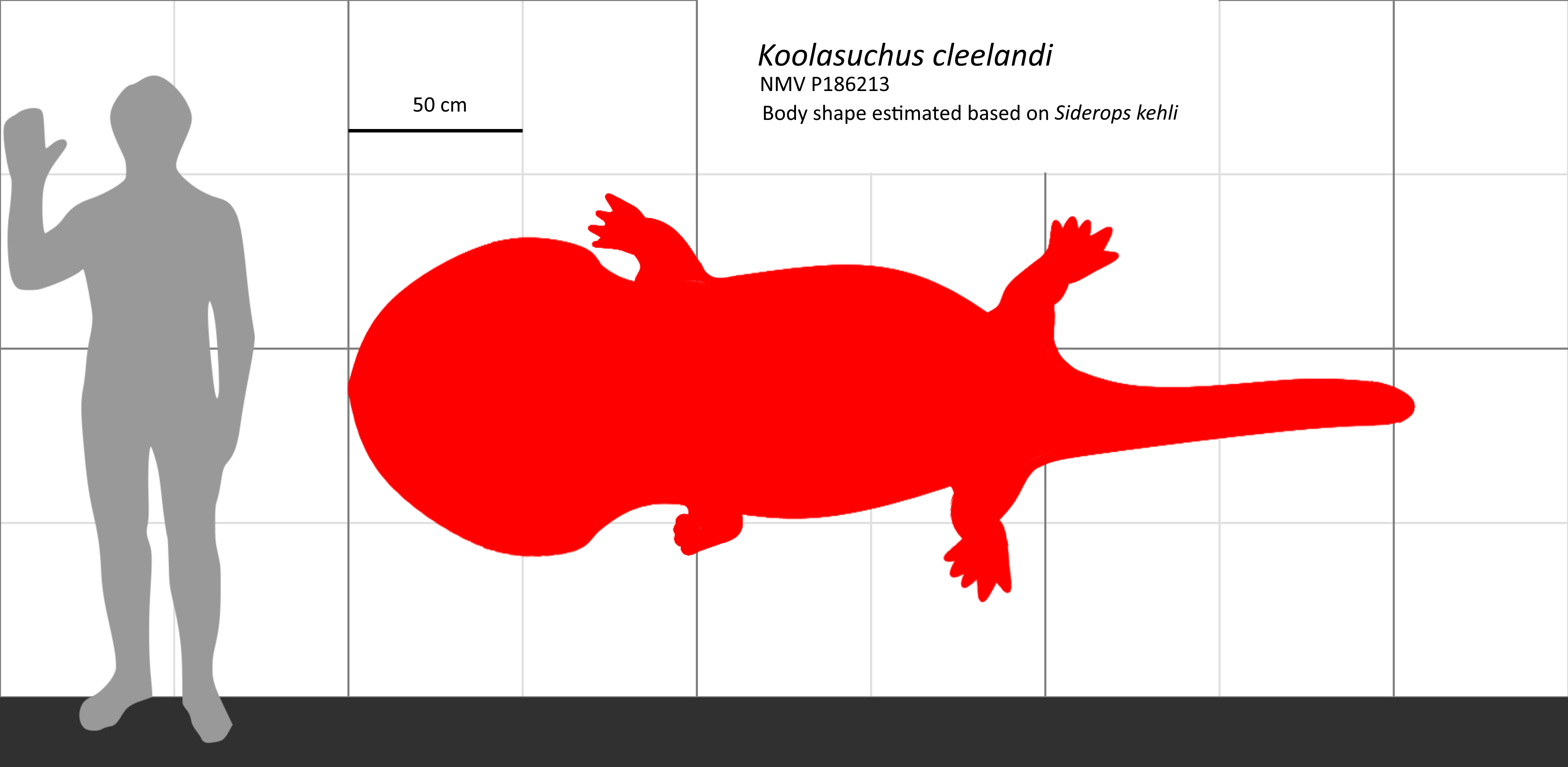
參考鐵面螈屬復原的酷拉龍與人類的體型比較圖

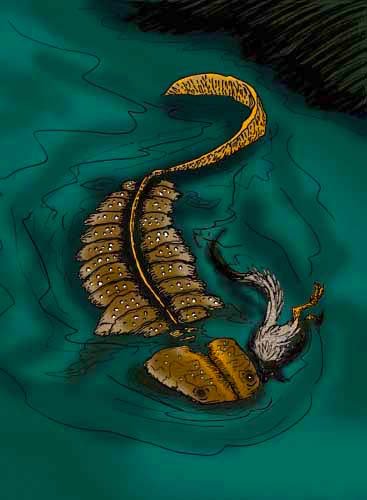
正在吞食雷利諾龍的酷拉龍

酷拉龍屬於大型的水生離片椎目物種，體長可達3（9.8英尺），體重則可達500（1,100英磅）。牠們與其他小嘴螈科物種一樣，具有寬而渾圓的頭部，顱骨後方的板狀骨上也有角狀的突出。雖然並未挖掘到完整的顱骨，不過依據目前所取得的樣本，推估其頭顱長度可達65（26英寸）。

## 生態學

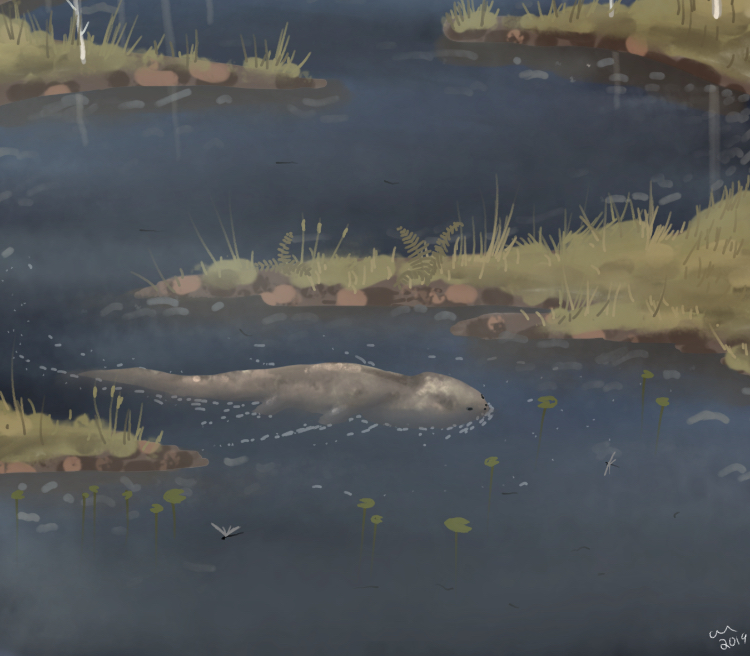
酷拉龍游行於溪流之中

酷拉龍生活在白堊紀早期澳洲南部的裂谷地區，當時的南澳位於南極圈內，屬於中生代氣溫較低的地區。酷拉龍可能生活在水流急湍的溪流當中，生活模式類似現存的鱷魚或大鯢。雖然真鱷類及其近親在白堊紀早期時已十分普遍，不過在1.2億年前的澳洲南部卻沒有分布，推測是由於當時該地區仍屬於氣溫較寒冷的地帶。在1.1億年前，根據恐龍灣的化石紀錄推測，該地的氣溫上升使鱷魚得以進駐南澳的水域，進而導致酷拉龍絕種。

## 相關影片
酷拉龍出現在1999年上映的BBC 系列紀錄片《與恐龍同行》的第五集中，透過電腦成像與電動木偶技術重現。其被描述為是一種伏擊性的掠食者，以小型恐龍和魚類為食；冬季時在森林深處的池塘冬眠，並在春季移動到河川裡活動。
2000年上映的電影《恐龍》中，未孵化的禽龍艾力達漂流在河水中遇見酷拉龍。

## 外部鏈接
- 维基共享资源上的相關多媒體資源：酷拉龙属
- 維基物種上的相關：科氏酷拉龍